# 吉武廣次
吉武 廣次（よしたけ ひろし、1911年5月15日 - 1997年1月29日）は、日本の経営者。横浜ゴム社長を務めた。

## 経歴
福岡県出身。1935年に京都帝国大学経済学部を卒業し、1936年に橫濱護謨製造(のちの横浜ゴム)に入社。1965年8月に取締役に就任し、1967年8月に常務、1969年8月に専務、1971年8月に副社長を経て、1973年2月に社長に就任した。1977年12月に会長に就任し、1981年3月に取締役相談役を経て、1983年3月に相談役に就任。
1982年11月に勲三等旭日中綬章を受章した。
1997年1月29日、肺炎のために死去。85歳没。